# 郭如魯
郭如魯（1542年—1593年），字唯一，號得吾，陝西西安府同州朝邑縣人，軍籍，明朝政治人物。同進士出身。

## 生平
萬曆元年（1573年）癸酉科陝西鄉試第十五名，曾任山西平遥县教谕，萬曆十四年（1586年）丙戌科會試四十五名，登三甲第二百四十六名進士。兵部观政，萬曆十六年（1588年）授曲周县知县，在任五年，二十年升東昌府同知，署临清州事，莅职五月，以勞致病，二十一年卒于官，年五十二。

## 家族
曾祖郭寬；祖父郭潤；父郭廷璋，曾任生員。前母雷氏；母孟氏。慈侍下。兄如愚（生员）、弟如晦。